# 申塔爾峰

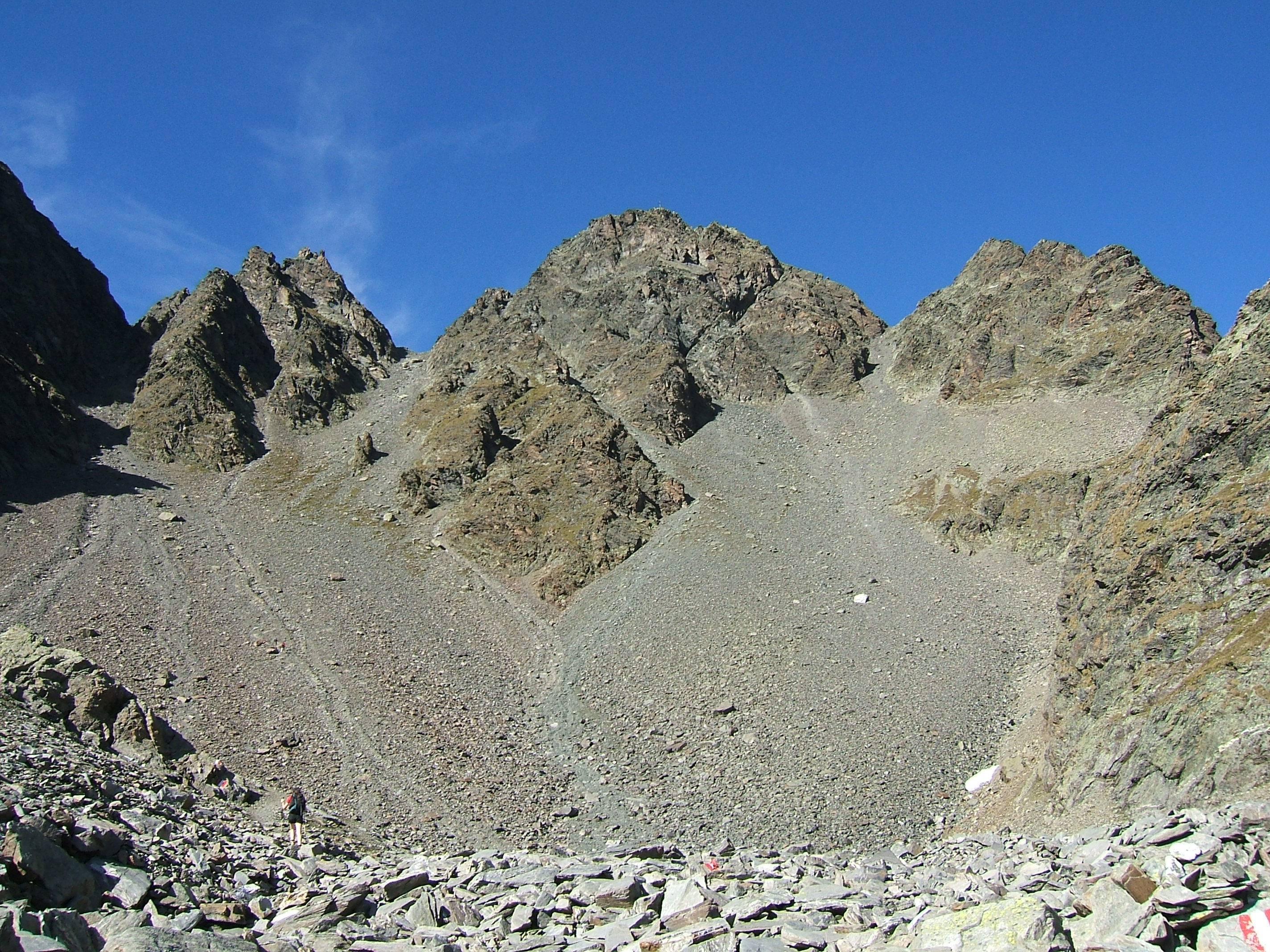

47°7′20″N 11°5′40″E / 47.12222°N 11.09444°E
申塔爾峰（德語：Schöntalspitze），是奧地利的山峰，位於該國西部，由蒂羅爾州負責管轄，屬於斯圖拜阿爾卑斯山脈的一部分，距離格魯本萬德山0.36公里，海拔高度3,002米，人類在1892年首次登頂。